# Josef Gabler
Josef Gabler   (21 de gener de 1824 - Waidhofen an der Ybbs, 14 de setembre de 1902) fou un compositor i tractadista alemany de música religiosa.
La seua obra més celebrada, Die Tonkunst in der Kirche, s'edità el 1883. Va escriure més de 1.000 cants populars religiosos, molts dels quals figuren en el repertori de les societats corals alemanyes.